# Шеврон (знак различия)

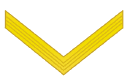
Шеврон комбрига РККА, 1935−1940

Шевро́н (от фр. chevron, буквально: стропило, возможно происхождение от слова capriō на вульгарной латыни, означающего молодую косулю, козла по внешнему сходству стропил с раздвоенными рогами) — графический знак V-образной формы, состоящий из двух отрезков, соединённых концами под углом, наподобие латинской буквы V, повёрнутой разным образом.
Разновидности:
- знак различия той или иной профессиональной и тому подобной корпорации на форменной (корпоративной) одежде для обозначения самых разнообразных корпоративных признаков и различий;
- знак различия по признаку «свой-чужой» на одежде (нарукавный шеврон), вооружении и военной технике;
- в геральдике, как элемент гербов или флагов[5].

## Форменная одежда

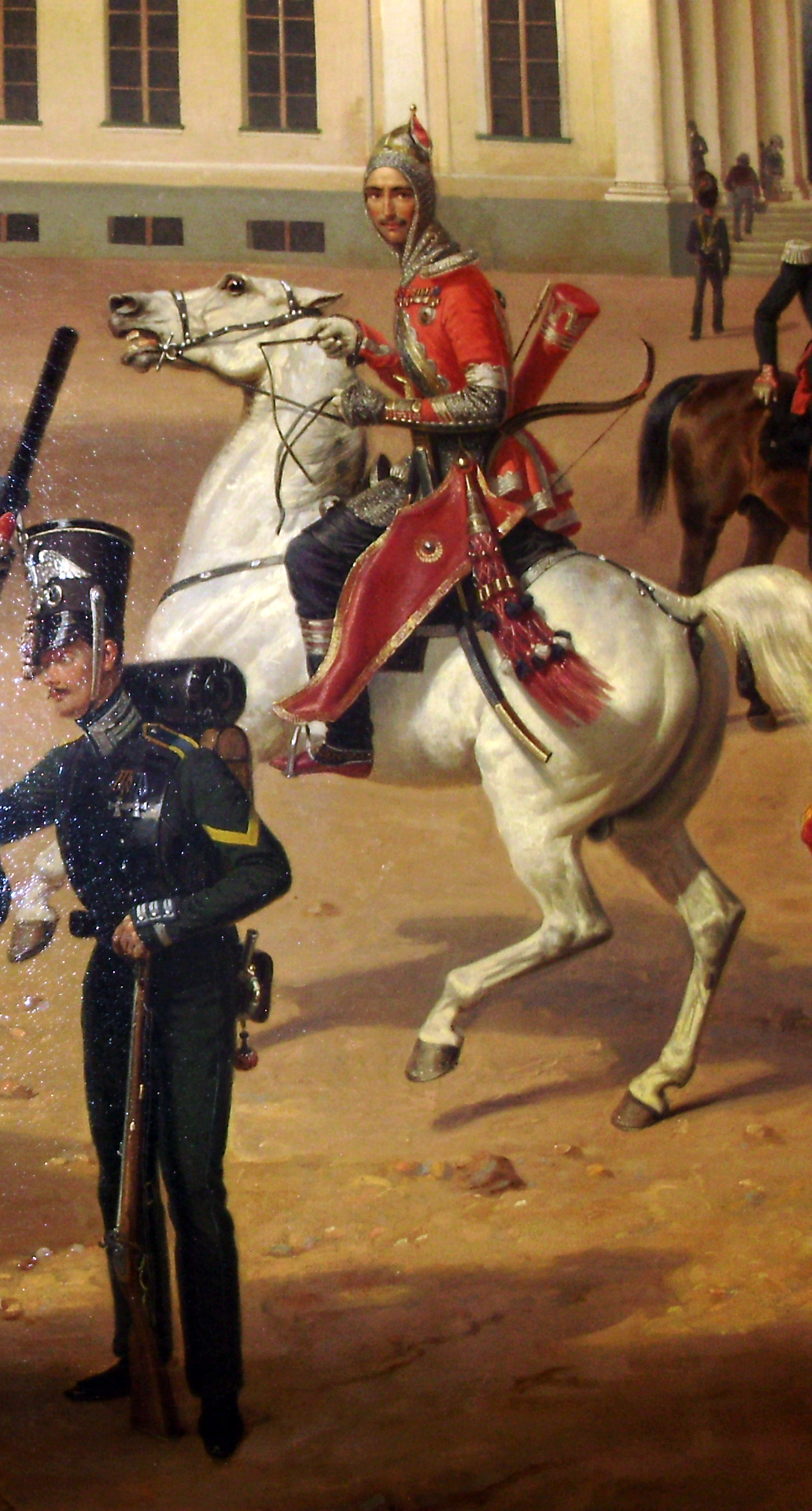
Стропило на форме одежды, фрагмент картины «Русская гвардия в Царском Селе в 1832 году», Франц Крюгер.

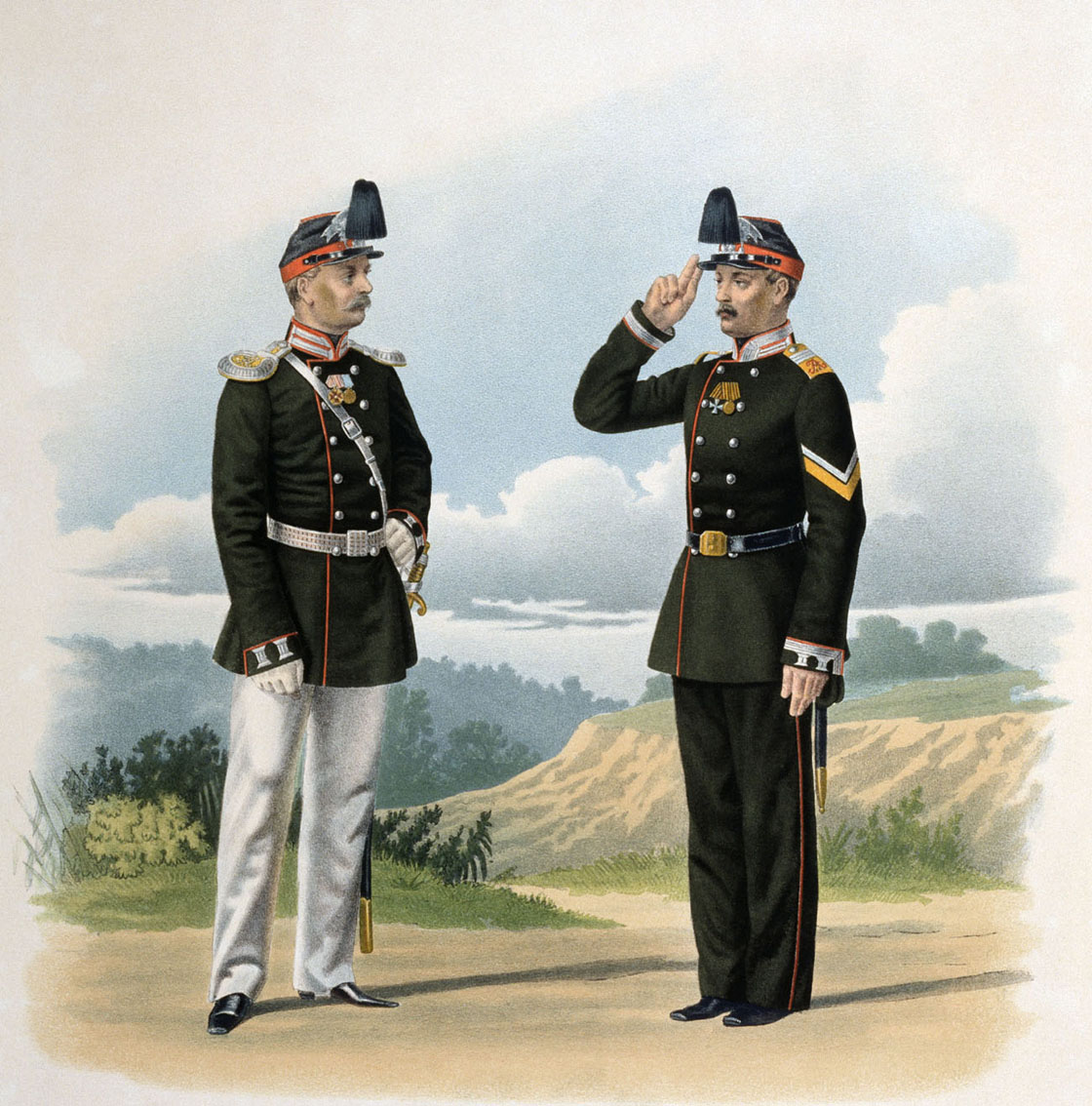
Воинское приветствие обер-офицера унтер-офицером 13-го гренадерского Эриванского полка, 1863 год.

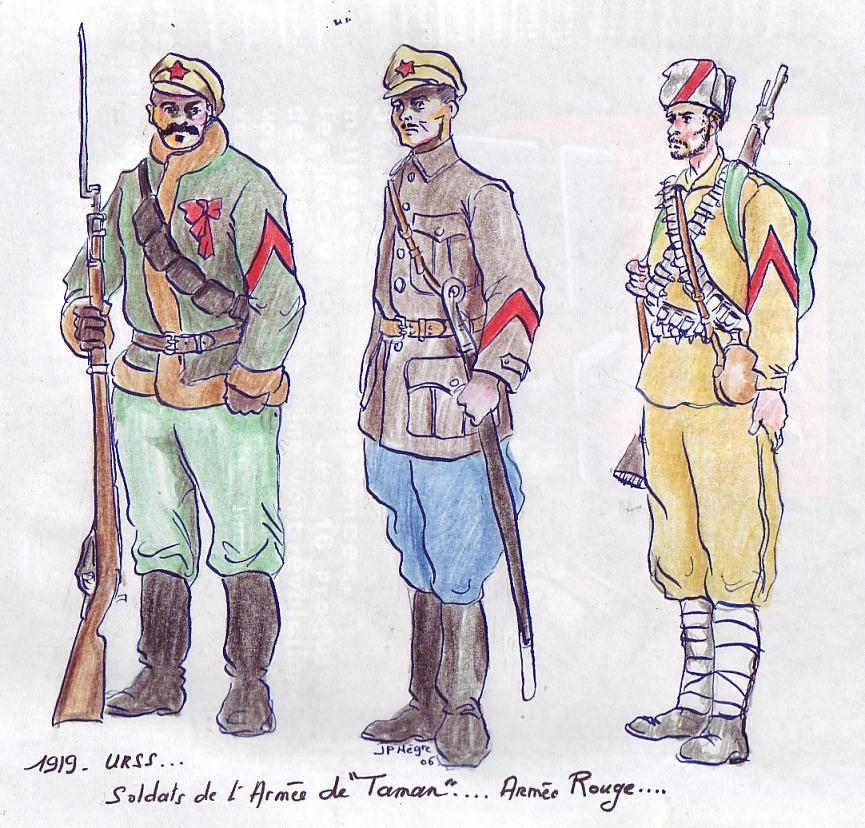
Форма одежды бойцов и командиров Таманской армии РККА времён Гражданской войны, 1919 год.

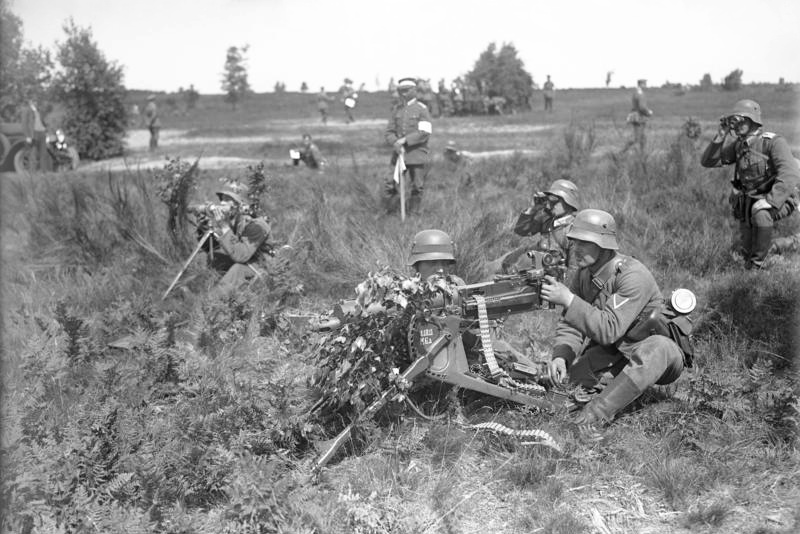
Шеврон на форме немецкого военнослужащего, 1930 год.

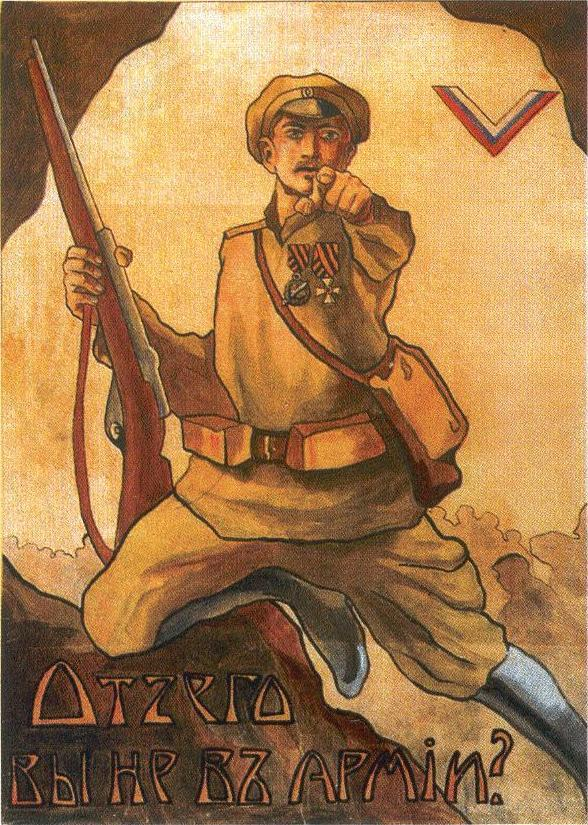
«Отчего Вы не в армии?», плакат Добровольческой армии (в правом верхнем углу шеврон расцветки государственного флага России), 1919 год.

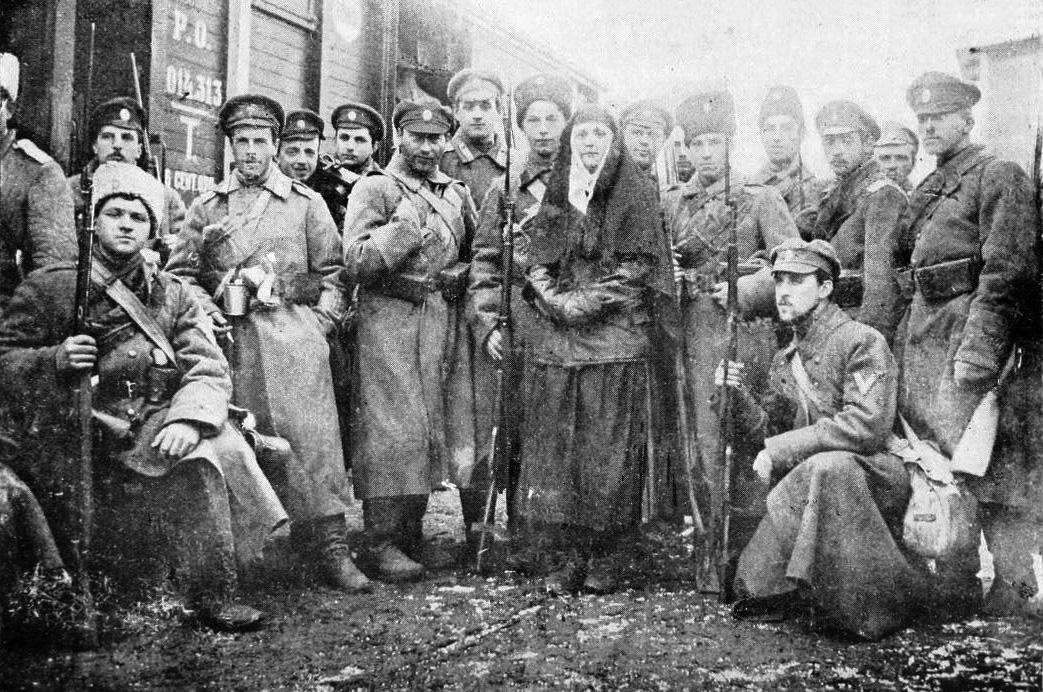
Шеврон военнослужащего (второй справа) пехотной роты Добровольческой армии, собранной из гвардейских офицеров, январь 1918 г.

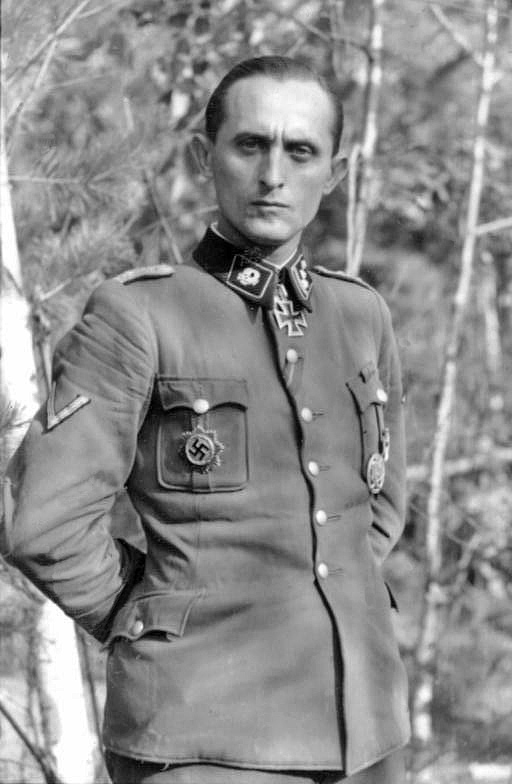
Гауптштурмфюрер СС Макс Зеела с «шевроном старого бойца» на правом рукаве.

Шевроны представляют собой нашивки V-образного вида (формы) из галуна, тесьмы, шнура, шитья и т. п. на различных частях форменной одежды.
Шевроны не являются атрибутом исключительно военной одежды. В гражданской жизни они выступают своего рода символами социальных отличий, по которым можно определить место в иерархической структуре той или иной профессиональной и тому подобной организации.
На обмундировании обычно носятся на рукавах формы одежды для определения воинских званий, числа лет службы для сверхсрочнослужащих. В Красной Армии с 3 декабря 1935 по 1943 год шеврон существовал для отличия званий военнослужащих. Знаки различия в виде уголков или полосок, на погонах рядового состава, например, сержантов, в просторечии называют лычки.

Шевроны
Шевроны Маршал Советского Союза.
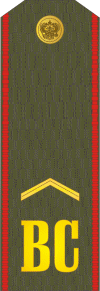
Шевроны на погоне военнослужащего ВС России, 1994 — 2011 гг.
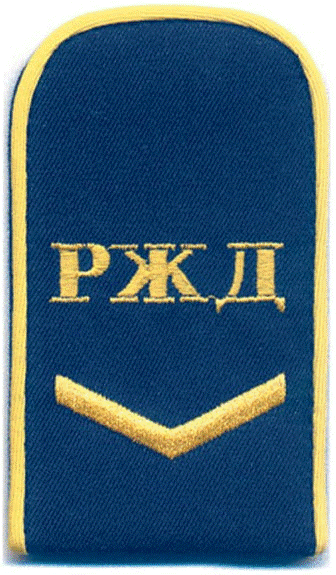
Шеврон на погончике РЖД, в метро используются такие же, но без надписи.
Шеврон российских военных вузов, суворовских училищ, детских железных дорог и т. д. В просторечии называется «курсовка».
Одинарный шеврон, используемый в американской армии.
Двойной шеврон, используемый в американской армии.
Шеврон на погонах военнослужащего НАТО.

Знаки, «шевронами» не являющиеся
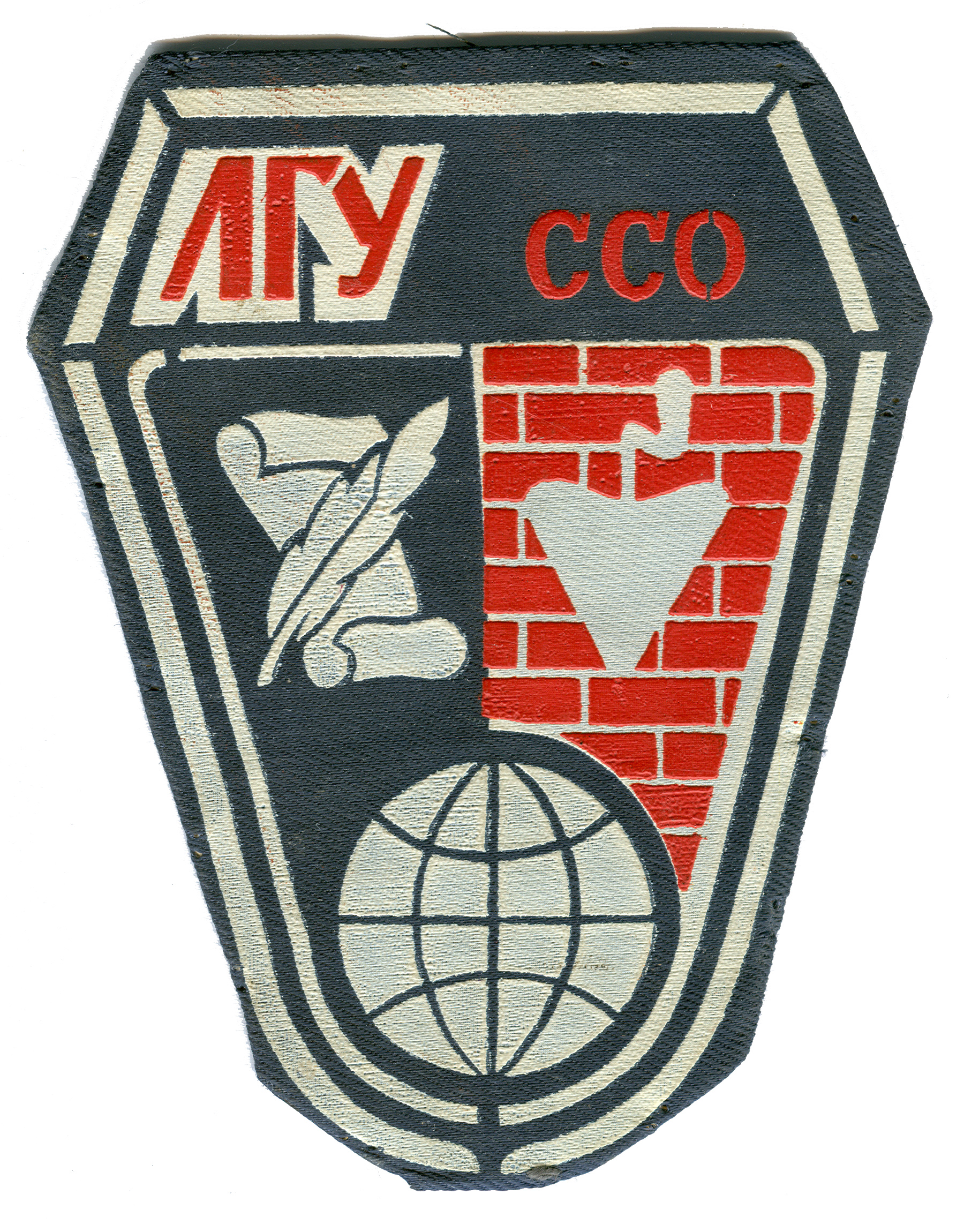
Нашивка стройотряда ЛГУ Иногда именуется шевроном, хотя таковым не является, т. к. не имеет V-образной формы.
Нарукавный знак сухопутных войск ЦАХАЛ.
Нарукавная нашивка военнослужащих Уральского округа внутренних войск (1992−2001), Уральского регионального командования (с 2001) внутренних войск МВД России. Нашивается на правый рукав.

## Техника
При ведении боевых действий (а также на манёврах и в тому подобных случаях) шеврон используется в качестве знака различия вооружения и военной техники тех или иных военных формирований по признаку «свой-чужой», для чего наносится на технику (как правило, краской) таким образом, чтобы издалека можно было визуально отличить собственные объекты (или средства союзников) от средств противника.

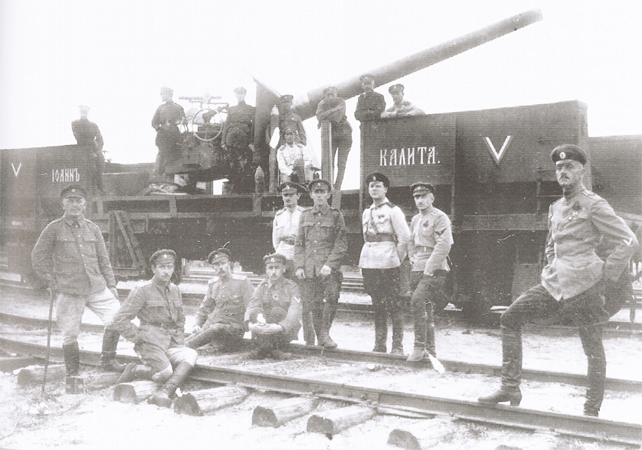
Шевроны на бронеплощадке белогвардейского бронепоезда Иоанн Калита, 1919
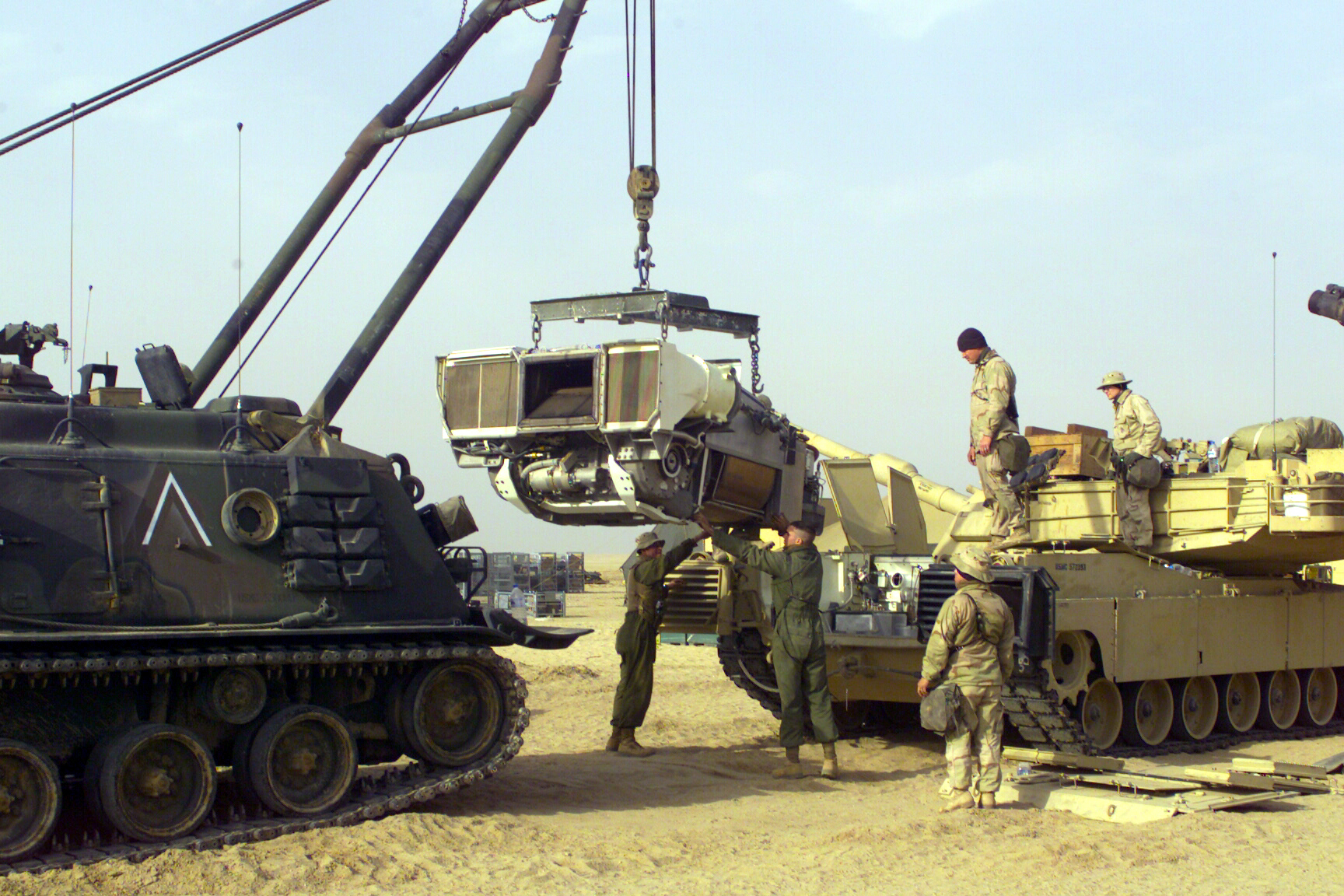
Шеврон на борту БРЭМ M88, Армия США, Операция «Несокрушимая свобода», Кувейт, 2003
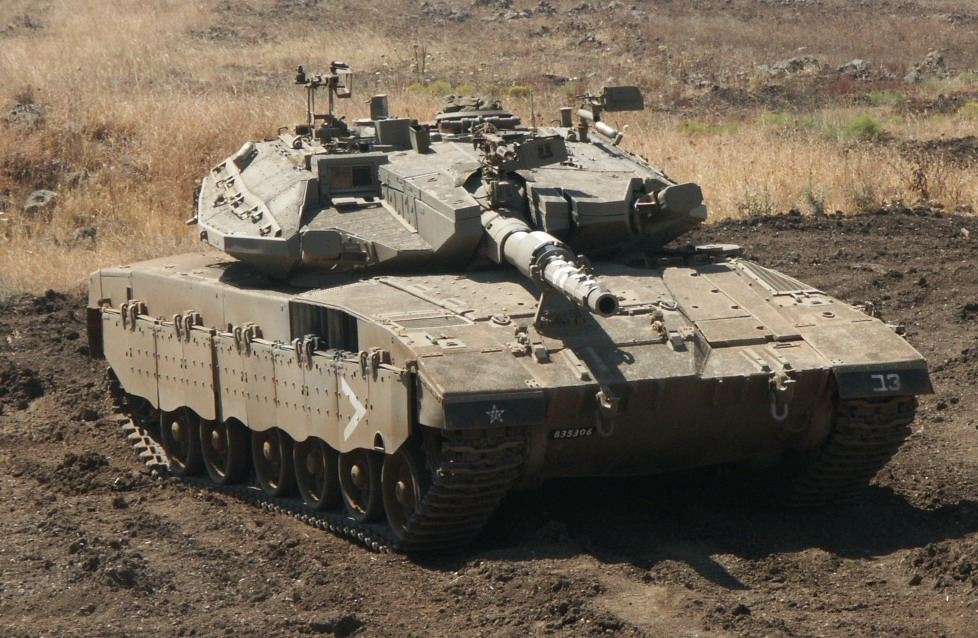
Шеврон на защите ходовой части танка Меркава Mk.3B Baz dor Dalet, Армия обороны Израиля, ок.2007
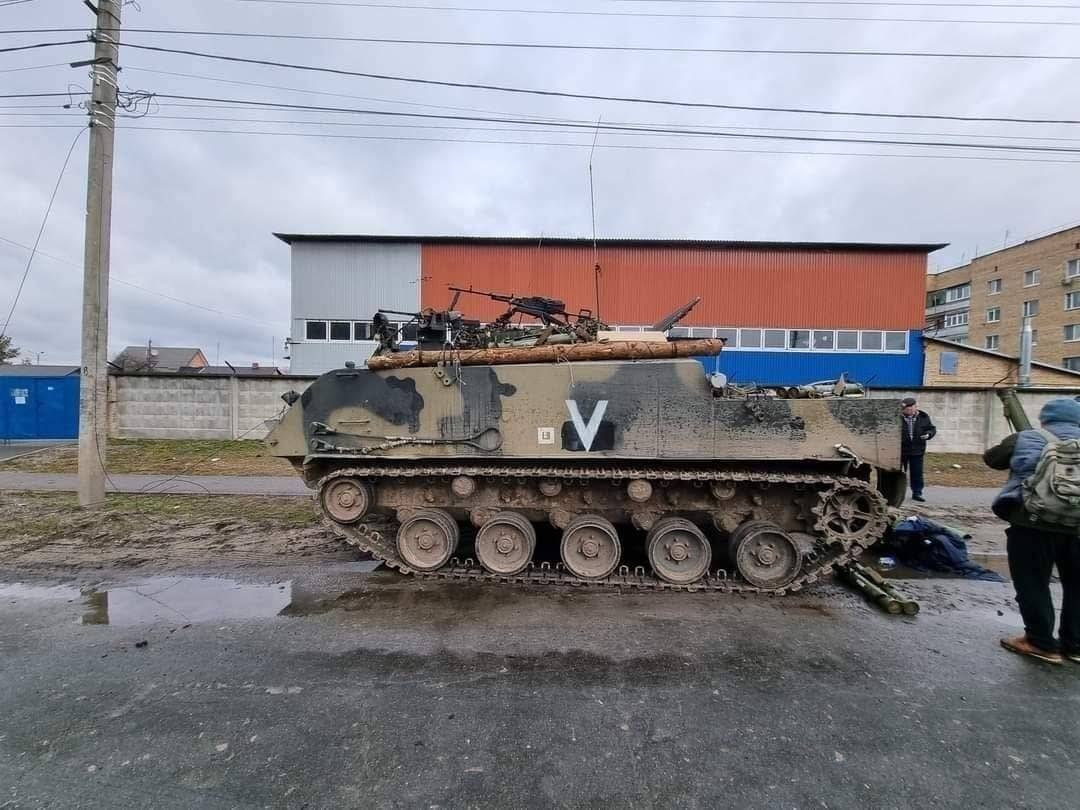
Подбитый в ходе боёв за Гостомель БТР-МД «Ракушка», 2022

## В геральдике

Стропило (шеврон) на гербе лейб-компанца Муравьёва.
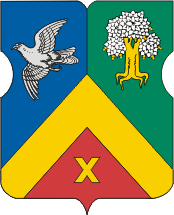
Стропило (шеврон) на гербе района Ховрино.
Герб Боллигена, одного из муниципалитетов в кантоне Берн, Швейцария.
Флаг Североамериканской вексиллологической ассоциации.